# Nicolae Martinescu
Nicolae Martinescu (ur. 24 lutego 1940 w Vișani, okręg Braiła, zm. 1 kwietnia 2013 w Bukareszcie) – rumuński zapaśnik. Dwukrotny medalista olimpijski.

## Kariera sportowa
Walczył w stylu klasycznym, w kategorii półciężkiej (do 97 kilogramów), a następnie ciężkiej (do 100 kilogramów). Brał udział w czterech igrzyskach (IO 64, IO 68, IO 72, IO 76), na dwóch zdobywał medale. Triumfował w 1972 i był trzeci cztery lata wcześniej. Był srebrnym (1963 i 1971) i brązowym (1966, 1967, 1970 i 1974) medalistą mistrzostw świata. Stawał na podium mistrzostw Europy (złoto w 1966, brąz w 1972, 1973).